# Kopljare
Kopljare (en serbe cyrillique : Копљаре) est un village de Serbie situé dans la municipalité d'Aranđelovac, district de Šumadija. Au recensement de 2011, il comptait 895 habitants.

## Démographie

### Évolution historique de la population
| 1948  | 1953  | 1961  | 1971  | 1981  | 1991  | 2002  | 2011 |
| ----- | ----- | ----- | ----- | ----- | ----- | ----- | ---- |
| 1 364 | 1 344 | 1 296 | 1 205 | 1 150 | 1 030 | 1 024 | 895  |

|  |